# Halowe Mistrzostwa Świata w Lekkoatletyce 2003 – bieg na 60 m przez płotki mężczyzn
Bieg na 60 m przez płotki mężczyzn – jedna z konkurencji rozgrywanych podczas halowych mistrzostw świata w lekkoatletyce w 2003. Eliminacje i półfinały odbyły się 15 marca, a finał został rozegrany 16 marca.
Do eliminacji zgłoszonych zostało 31 zawodników z 24 państw.
Zawody w tej konkurencji wygrał reprezentant Stanów Zjednoczonych Allen Johnson. Drugą pozycję zajął zawodnik z Kuby Anier García, trzecią zaś reprezentujący Chiny Liu Xiang.

## Wyniki

### Eliminacje
Źródło: 
Bieg 1
| Miejsce | Zawodnik           | Państwo           | Wynik | Uwagi |
| ------- | ------------------ | ----------------- | ----- | ----- |
| 1.      | Staņislavs Olijars | Łotwa             | 7,50  | SB    |
| 2.      | Anier García       | Kuba              | 7,56  |       |
| 3.      | Shaun Bownes       | Południowa Afryka | 7,73  |       |
| 4.      | Sultan Tucker      | Liberia           | 7,76  | NR    |
| 5.      | Cédric Lavanne     | Francja           | 7,79  |       |
| 6.      | Anselmo da Silva   | Brazylia          | 7,87  |       |
| 7.      | Andriej Kisłych    | Rosja             | 7,90  |       |
| 8.      | Elton Bitincka     | Albania           | 8,62  |       |

Bieg 2
| Miejsce | Zawodnik                  | Państwo                           | Wynik | Uwagi |
| ------- | ------------------------- | --------------------------------- | ----- | ----- |
| 1.      | Colin Jackson             | Wielka Brytania                   | 7,56  |       |
| 2.      | Ladji Doucouré            | Francja                           | 7,61  | PB    |
| 3.      | Liu Xiang                 | Chiny                             | 7,63  |       |
| 4.      | Charles Allen             | Kanada                            | 7,70  | PB    |
| 5.      | Felipe Vivancos           | Hiszpania                         | 7,79  |       |
| 6.      | Márcio de Souza           | Brazylia                          | 7,80  |       |
| 7.      | Arlindo Leócadio Pinheiro | Wyspy Świętego Tomasza i Książęca | 8,57  |       |
| –       | Dawit Ilariani            | Gruzja                            | DNF   |       |

Bieg 3
| Miejsce | Zawodnik           | Państwo             | Wynik | Uwagi |
| ------- | ------------------ | ------------------- | ----- | ----- |
| 1.      | Robert Kronberg    | Szwecja             | 7,68  |       |
| 2.      | Elmar Lichtenegger | Austria             | 7,68  |       |
| 3.      | Gregory Sedoc      | Holandia            | 7,70  | PB    |
| 4.      | Ivan Bitzi         | Szwajcaria          | 7,75  |       |
| 5.      | Shi Dongpeng       | Chiny               | 7,81  |       |
| 6.      | Miroslav Novaković | Serbia i Czarnogóra | 7,94  |       |
| 7.      | Ricardo Melbourne  | Jamajka             | 7,94  |       |
| –       | Terrence Trammell  | Stany Zjednoczone   | DNS   |       |

Bieg 4
| Miejsce | Zawodnik              | Państwo           | Wynik | Uwagi |
| ------- | --------------------- | ----------------- | ----- | ----- |
| 1.      | Allen Johnson         | Stany Zjednoczone | 7,74  |       |
| 2.      | Matti Niemi           | Finlandia         | 7,77  |       |
| 3.      | Dudley Dorival        | Haiti             | 7,81  | SB    |
| 4.      | Dwight Thomas         | Jamajka           | 7,81  |       |
| 5.      | Marcel van der Westen | Holandia          | 7,83  |       |
| 6.      | Yoel Hernández        | Kuba              | 7,86  |       |
| 7.      | Jonathan Nsenga       | Belgia            | 8,03  |       |

### Półfinały
Źródło: 
Bieg 1
| Miejsce | Zawodnik           | Państwo           | Wynik | Uwagi |
| ------- | ------------------ | ----------------- | ----- | ----- |
| 1.      | Colin Jackson      | Wielka Brytania   | 7,55  |       |
| 2.      | Robert Kronberg    | Szwecja           | 7,64  |       |
| 3.      | Ladji Doucouré     | Francja           | 7,67  |       |
| 4.      | Shaun Bownes       | Południowa Afryka | 7,68  |       |
| 5.      | Elmar Lichtenegger | Austria           | 7,70  |       |
| 6.      | Gregory Sedoc      | Holandia          | 7,75  |       |
| 7.      | Ivan Bitzi         | Szwajcaria        | 7,80  |       |
| 8.      | Sultan Tucker      | Liberia           | 7,87  |       |

Bieg 2
| Miejsce | Zawodnik           | Państwo           | Wynik | Uwagi |
| ------- | ------------------ | ----------------- | ----- | ----- |
| 1.      | Anier García       | Kuba              | 7,49  |       |
| 2.      | Staņislavs Olijars | Łotwa             | 7,50  | SB    |
| 3.      | Liu Xiang          | Chiny             | 7,54  |       |
| 4.      | Allen Johnson      | Stany Zjednoczone | 7,57  |       |
| 5.      | Charles Allen      | Kanada            | 7,70  | PB    |
| 6.      | Cédric Lavanne     | Francja           | 7,71  |       |
| 7.      | Matti Niemi        | Finlandia         | 7,72  |       |
| 8.      | Dudley Dorival     | Haiti             | 7,81  | SB    |
| 9.      | Felipe Vivancos    | Hiszpania         | 7,81  |       |

### Finał
Źródło: 
| Miejsce | Zawodnik           | Państwo           | Wynik | Uwagi |
| ------- | ------------------ | ----------------- | ----- | ----- |
| 01 !    | Allen Johnson      | Stany Zjednoczone | 7,47  |       |
| 02 !    | Anier García       | Kuba              | 7,49  |       |
| 03 !    | Liu Xiang          | Chiny             | 7,52  |       |
| 4.      | Ladji Doucouré     | Francja           | 7,58  | PB    |
| 5.      | Colin Jackson      | Wielka Brytania   | 7,61  |       |
| 6.      | Staņislavs Olijars | Łotwa             | 7,62  |       |
| 7.      | Robert Kronberg    | Szwecja           | 7,67  |       |
| 8.      | Shaun Bownes       | Południowa Afryka | 7,67  |       |